# Diadegma elegans
Diadegma elegans là một loài tò vò trong họ Ichneumonidae.